# HMAS Warramunga (FFH 152)
Pour les autres navires du même nom, voir HMAS Warramunga.
Le HMAS Warramunga (FFH 152) est une frégate de la Marine Royale Australienne de la classe Anzac (type MEKO 200ANZ) équipant aussi la Marine Royale Néo-zélandaise.

## Historique
Au cours de sa carrière, la frégate opère dans le golfe Persique dans le cadre de l'opération Catalyst. Le 29 mai 2009 le navire rejoint la force Combined Task Force 151 et mène des opérations anti-piraterie au large de la Somalie. Il est actif en 2019.
En 2024 le navire participe à l'Exercice naval multilatéral Milan.